# Jørgen Presten
Jørgen Presten (også Georg?, Preston ) død 1553, var en nederlandsk musiker og komponist.

## Liv og gerning
Presten ses i 1551 at have stået i spidsen for Christian 3.s kantori som "sangermester". Denne betydelige kunstner var uden tvivl nederlænder og tilhørte i alt fald som komponist den nederlandske skole.
Presten døde under pesten 1553. Hans hustru overlevede ham.

## Værker
I kantoriets håndskrevne nodebøger, som bærer årstallet 1541 – det år, man begyndte at indføre musikstykker i dem og som endnu opbevares i Det Kongelige Bibliotek – findes henved en snes kompositioner af Presten.
Det første af disse stykker er komponeret 1543 over hertug Albrecht af Preussens – Christian 3.s svoger – symbolum Vertrau Gott allein, hvilket kunne tyde på, at Presten – ligesom det antages om Jørgen Heide, der dirigerede instrumentalmusikken - har stået i hertugens tjeneste, inden han kom til det danske hof. Hvornår dette skete, vides ikke.
Af Prestens øvrige kompositioner i kantoriets bøger nævnes eksempelvis Veni creator, In festo epiphaniæ: Surge illuminare i to dele, Peccavimus tibi, Appropinqvet i tre dele, Dies est lætitiæ. En del af dem er behandlinger af tyske koralmelodier.
Hvor skattet Presten var af sin samtid både som sanger og komponist, fremgår af de til Hans Madsen Høines latinske mindetale over professor Christen Mortensen Morsing (1554) føjede versificerede gravskrifter over Presten, dels af Høine selv, dels af Prestens ven og svoger Petrus Parvus Rosæfontanus